# Парчевский, Альфонс Ипполитович
Альфонс Ипполитович Парчевский (Альфо́нс Ю́зеф Игна́цы Парче́вский, пол. Alfons Józef Ignacy Parczewski; 15 ноября 1849, Водзерады, Лаский уезд, Варшавская губерния, Царство Польское — 21 апреля 1933, Вильно) — польский юрист, историк, этнограф, общественный деятель и политик. Член Государственной думы.

## Биография
Родился 15 ноября 1849 года в имении Водзерады (ныне Ласкский повят, Лодзинское воеводство, Польша) в аристократической семье Ипполита и Александры Барбары Парчевских.
Учился в гимназии в Калише. В 1869 году окончил Варшавскую главную школу. Работал адвокатом в Калише. Под влиянием известных вождей лужицких сербов, Михала Горника и Яна Смоллера, Парчевский стал помогать этому родственному полякам народу путём основания просветительных, благотворительных и экономических обществ, участия в западно-славян, съездах, издании книг, календарей и учебников, а также учеными и журнальными работами. Основал нижнелужицкий отдел серболужицкой культурно-просветительской организации «Матица сербская». Написал сочинения о лужичанах «Z dolnych Łuźyc» «J. E. Smoleŕ» и «Serbja w Pruskej». Публиковал статьи в литературном журнале «Časopis Maćicy Serbskeje».
В 1884 году начал издавать во Вроцлаве газету Nowiny Śląskie. С 1896 году издавал в Элке газету Gazeta Ludowa.

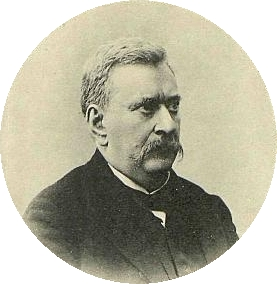
А. И. Парчевский, 1910

Депутат Государственной Думы 1, 2, 3 и 4 созывов от Калишской губернии. Принадлежал к фракции польского коло. Внепартийный национал-демократ. В третьей Думе работал в комиссиях судебных реформ, вероисповеданий и рабочей.
Во время первой мировой войны и немецкой оккупации Польши «активист»-австрофил. В 1915 участвовал в создании юридического факультета Варшавского университета. В 1919 переехал в Вильно, где возглавил юридический факультет Университета Стефана Батория. В 1922—1924 годах — ректор Университета Стефана Батория.
Доктор honoris causa университета Стефана Батория. Член Польской академии знаний.

## Труды
- Monografia Szadku, Warszawa 1870
- Hieronim Bużeński, podskarbi koronny, [w:] «Noworocznik Piotrkowski» (1873)
- Notatki archeologiczne Sieradzkiego, [w:] «Noworocznik Kaliski» (1875)
- Analekta Wielkopolskie (1879)
- Emigracja we wschodniej prowincji monarchii pruskiej (1893)
- Szczątki kaszubskie w prowincji pomorskiej. Szkic historyczny (1896)
- Rys historyczny Towarzystwa Kredytowego miasta Kalisza, Kalisz 1911
- W sprawie zachodnich granic Polski (1919)